# عبد الرحمن الخيبري (لاعب كرة قدم مواليد 1988)
عبد الرحمن الخيبري، لاعب كرة قدم سعودي يلعب حالياً في نادي الحزم.
كانت بداياته مع نادي النجمة و لعب معهم إلى عام 2014 , و بعدها وقع مع نادي الشعلة و لعب معهم فترة بسيطة و في مطلع عام 2015 انتقل إلى الشباب وفسخ عقده مع الشباب مطلع عام 2017 و وقع بعدها مع نادي القادسية و لعب معهم إلى نهاية الموسم و في نوفمبر 2017 وقع مع نادي أحد و لكن لم يلعب معهم و وقع مع نادي الكوكب مطلع عام 2018 و انتقل إلى نادي العروبة في صيف 2021 وعاد إلى نادي النجمة في عام 2023 وانتقل إلى نادي الحزم في عام 2024.

## وصلات خارجية
- عبد الرحمن الخيبري على موقع Soccerway.com (الإنجليزية)